# Cipangu

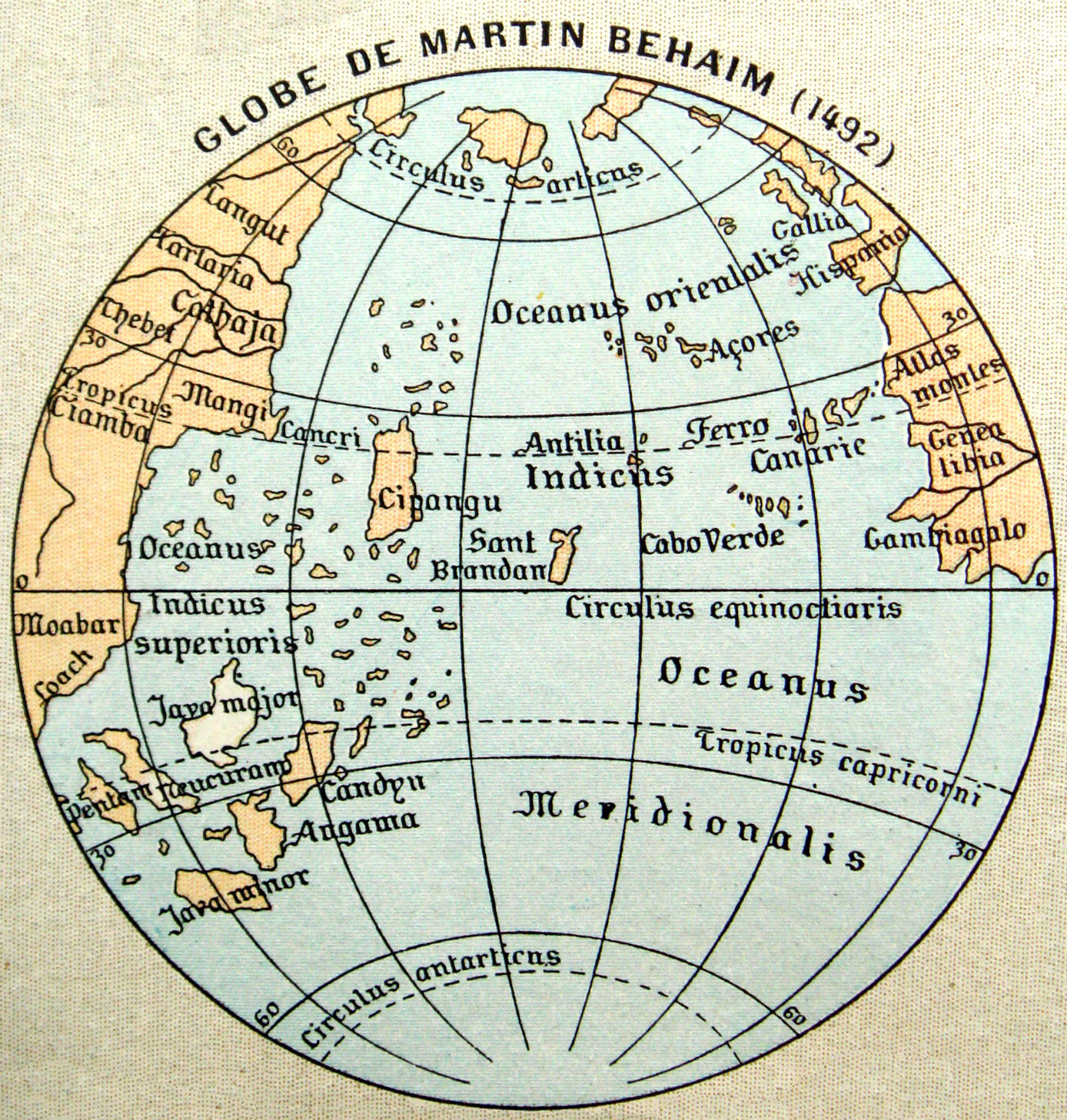
Cipangu auf der Weltkarte von Martin Behaim, 1492

Cipangu (auch Cipango, Zipangu usw. geschrieben) war der Name für Japan in Europa während des Mittelalters.

## Etymologie
Der Name Cipangu leitet sich ab von der Wu-Aussprache der Landesbezeichnung 日本国 (jap. Nihon-/Nippon-koku, Pinyin: Rìběnguó).
Rìběn bedeutet „Sonnenursprung“ oder „Sonnenaufgang“ und guó bedeutet „(König-)Reich“ oder „Land“, also etwa „Reich der aufgehenden Sonne“.

## Geschichte

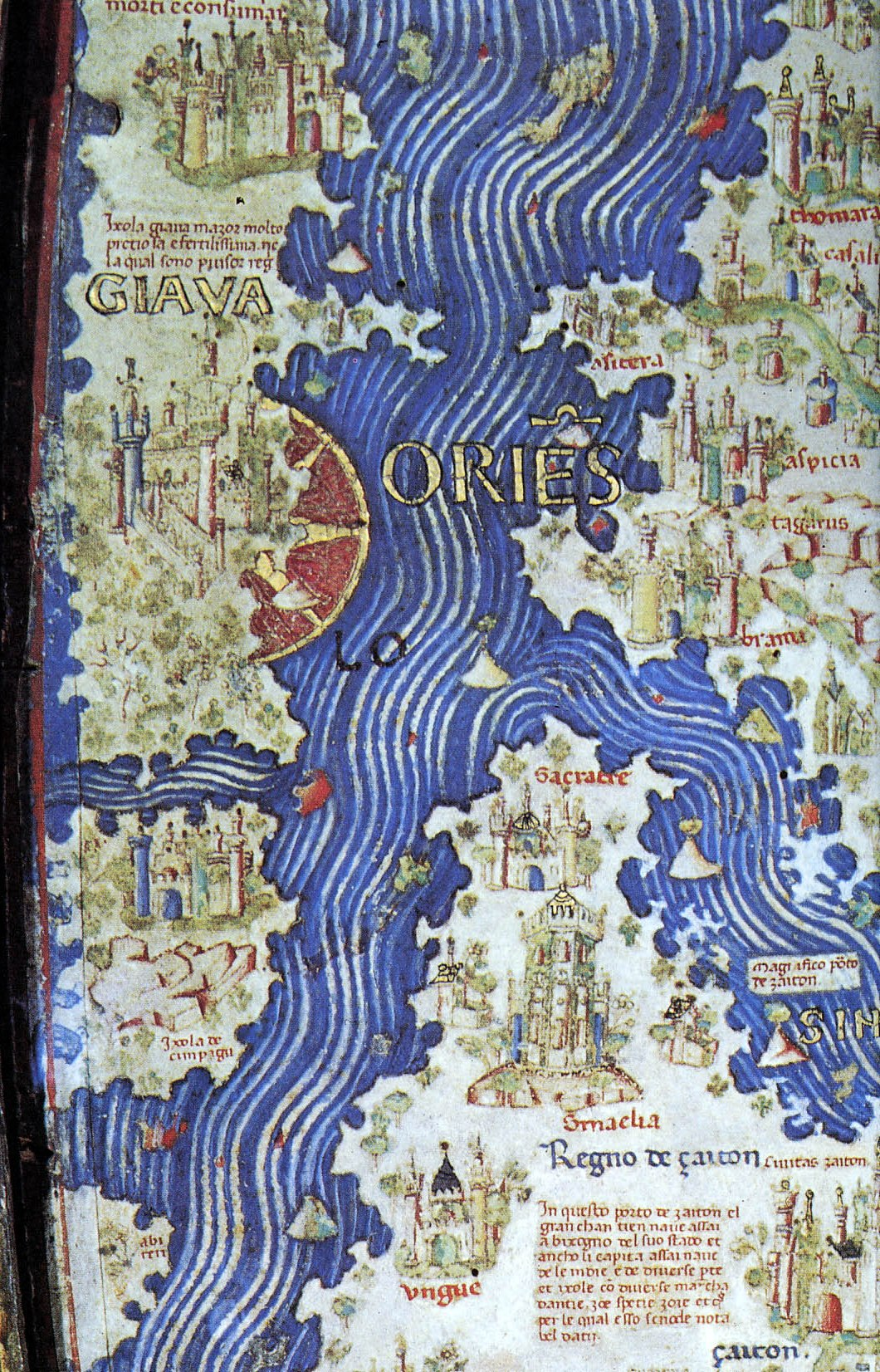
Cipangu auf der Weltkarte von Fra Mauro, 1459

Der Begriff Cipangu tauchte in Europa zum ersten Mal Ende des 13. Jahrhunderts in den Reiseberichten Il Milione des Marco Polo auf. Auf einer europäischen Karte wurde er zusammen mit der Fra-Mauro-Karte erstmals im Jahre 1457 erwähnt, deutlich später als auf chinesischen und koreanischen Karten wie der Kangnido-Karte.
Nach den Erzählungen des Marco Polo stellte man sich Cipangu als mystisches Paradies vor, in dem ein Überfluss an Gold und Perlen herrschte, eine Hoffnung, die sich nach den ersten Besuchen von Europäern in Japan als trügerisch oder zumindest stark übertrieben herausstellte.
Lediglich in Bezug auf Silber hatte diese mittelalterliche Ansicht eine reale Grundlage. Zu jener Zeit, als Bergbau in der Tiefe noch nicht möglich war, konnten in Japan die für ein Land vulkanischen Ursprungs typischen, an der Oberfläche gelegenen Erzlagerstätten abgebaut werden. Noch im 16. und 17. Jahrhundert war Silber eines der Hauptexportgüter Japans.